# کلمبیا سیتی (اورگن)
کلمبیا سیتی (به انگلیسی: Columbia City) شهری در شهرستان کلمبیا ایالت اورگن است و در سرشماری سال ۲۰۱۱ میلادی، ۱٬۹۴۶ نفر جمعیت داشته که نسبت به سال ۲۰۱۰، ۰٫۲۱ درصد رشد جمعیت داشته‌است.

## موقعیت جغرافیایی
موقعیت جغرافیایی شهرها و مناطق اطراف به شرح زیر است: